# Priscilla Dean
Priscilla Dean (New York, 25 november 1896 - Leonia, 27 december 1987) was een Amerikaans actrice in het tijdperk van de stomme films. Zij was ook actief in het theater.
Na haar rol in The Gray Ghost in 1917 werd Dean een succesvol actrice. De intrede van de geluidsfilm had een negatief effect op haar carrière en vanaf de jaren 30 was zij alleen nog maar spaarzaam te zien in enkele low-budget films.
Priscilla Dean was gedurende enige tijd getrouwd met Wheeler Oakman, met wie zij in Outside the Law speelde.

## Filmscènes (selectie)

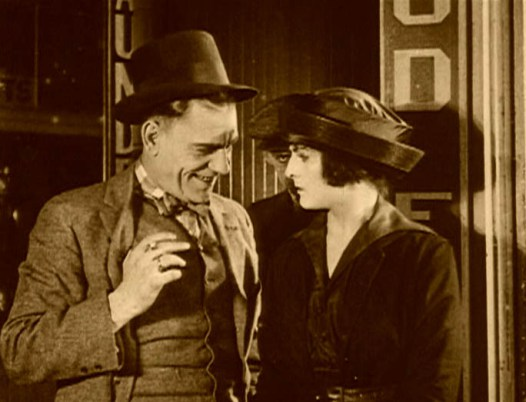
The Wicked Darling (1919)
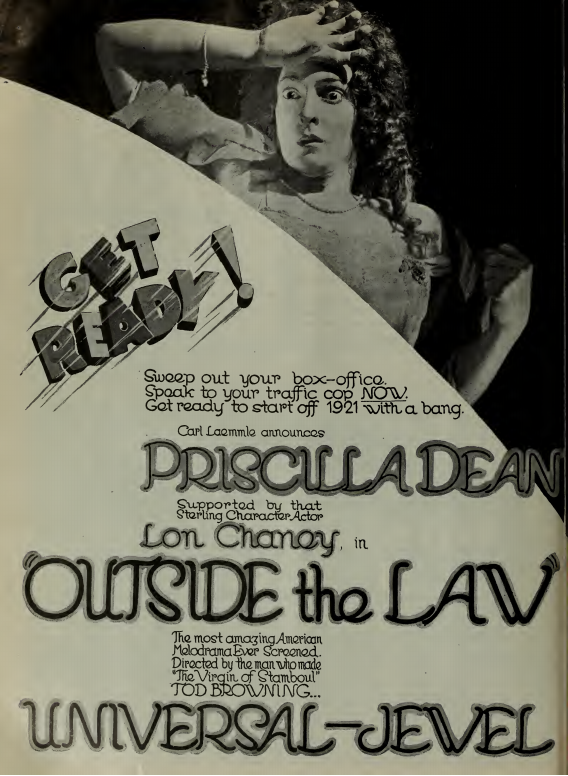
Outside the Law (1920)
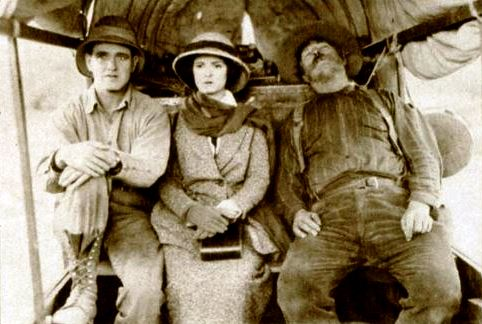
Wild Honey (1922)
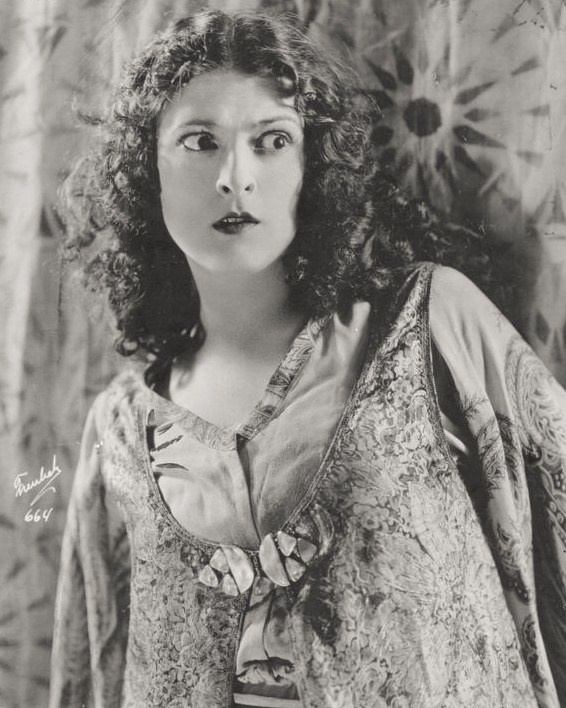
Under Two Flags (1922)
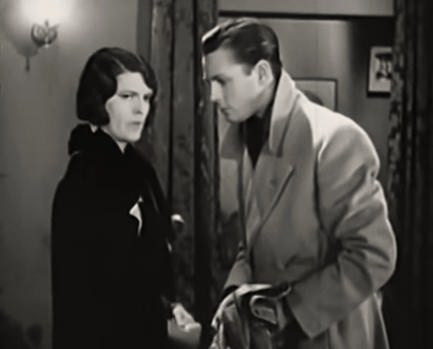
Behind Stone Walls (1932)

## Gedeeltelijke filmografie
Stomme film
- A Blot on the 'Scutcheon (1912)
- He Had But Fifty Cents (1912)
- The Man Who Wouldn't Marry (1913)
- Mother (1914)
- The Heiress and the Crook (1914)
- Oh, for the Life of a Fireman (1916)
- Bungling Bill's Burglar (1916)
- Igorrotes' Crocodiles and a Hat Box (1916)
- Heaven Will Protect a Woiking Goil (1916)
- Love, Dynamite and Baseballs (1916)
- More Truth Than Poetry (1916)
- Bungling Bill's Peeping Ways (1916)
- Search Me! (1916)
- The Social Pirates (1916)
- The Lion Hearted Chief (1916)
- Knocking Out Knockout Kelly (1916)
- Caught with the Goods (1916)
- Beer Must Go Down (1916)
- He Maid Me (1916)
- All bets Off (1916)
- The Battle of Chili Con Carne (1916)
- Broke But Ambitious (1916)
- The Terrible Turk (1916)
- Tigers Unchained (1916)
- The Boy from the Gilded East (1916)
- Nobody Guilty (1916)
- A Silly Sultan (1916)
- Model 46 (1916)
- With the Spirit's Help (1916)
- When the Spirits Fell (1916)
- Almost Guilty (1916)
- His Own Nemesis (1916)
- The Barfly (1916) (1916)
- Love and a Liar (1916)
- A Political Tramp (1916)
- Knights of a Bathtub (1916)
- How Do You Feel? (1916)
- The White Turkey (1916)
- Pass the Prunes (1916)
- Two Small Town Romeos (1916)
- It Sounded Like a Kiss (1916)
- The Bad Man of Cheyenne (1917)
- Treat 'Em Rough (1917)
- Why Uncle! (1917)
- Goin' Straight (1917)
- Even As You and I (1917)
- Somebody Lied (1917)
- Hand That Rocks the Cradle (1917) (1917)
- The Gray Ghost (1917)
- Beloved Jim (1917)
- The Two-Soul Woman (1918)
- Which Woman? (1918)
- The Brazen Beauty (1918)
- Kiss or Kill (1918)
- The Wildcat of Paris (1918)
- She Hired a Husband (1918)
- Klever Kiddies (1919)
- The Wicked Darling (1919)
- The Silk-Lined Burglar (1919)
- The Exquisite Thief (1919)
- Pretty Smooth (1919)
- Paid in Advance (1919)
- Forbidden (1919)
- The Virgin of Stamboul (1920)
- Outside the Law (1920)
- Reputation (1921)
- The Conflict (1921)
- Wild Honey (1922)
- Under Two Flags (1922)
- The Flame of Life (1923)
- Drifting (1923)
- White Tiger (1923)
- The Storm Daughter (1924)
- The Siren of Seville (1924)
- A Cafe in Cairo (1924)
- The Crimson Runner (1925)
- The Danger Girl (1926)
- Forbidden Waters (1926)
- The Dice Woman (1926)
- The Speeding Venus (1926)
- West of Broadway (1926)
- Jewels of Desire (1927)
- Birds of Prey (1927) (1927)
- Slipping Wives (1927)
- The Honorable Mr. Buggs (1927)
- All for nothing (1928)

Geluidsfilm
- Trapped (1931) (1931)
- Law of the Sea (1931)
- Hollywood Halfbacks (1931)
- Behind Stone Walls (1932)
- Klondike (1932)

- Bibliothèque nationale de France: cb141700141 (data)
- Gemeinsame Normdatei: 1286273870
- International Standard Name Identifier: 0000 0000 3266 534X
- Library of Congress Control Number: n89129709
- SNAC: w6pr926j
- Système universitaire de documentation: 133513297
- Virtual International Authority File: 14982421
- WorldCat: E39PBJfH38qdWFyh7M8jGBk7HC